# رينيه جونز
رينيه جونز (بالإنجليزية: Renée Jones)‏ هي عارضة وممثلة أمريكية، ولدت في 15 أكتوبر 1958 بأوبا لوكا في الولايات المتحدة.

## أعمال

### أفلام
- (1986) يوم الجمعة الثالث عشر الجزء السادس حياة جيسن

## وصلات خارجية
- رينيه جونز على موقع IMDb (الإنجليزية)
- رينيه جونز على موقع ألو سيني (الفرنسية)
- رينيه جونز على موقع قاعدة بيانات الأفلام السويدية (السويدية)
- رينيه جونز على موقع قاعدة بيانات الفيلم (الإنجليزية)
- رينيه جونز على موقع كينوبويسك (الروسية)